# Cyperus aggregatus
Cyperus aggregatus är en halvgräsart som först beskrevs av Carl Ludwig von Willdenow, och fick sitt nu gällande namn av Stephan Ladislaus Endlicher. Cyperus aggregatus ingår i släktet papyrusar, och familjen halvgräs.

## Underarter
Arten delas in i följande underarter:
- C. a. aggregatus
- C. a. gigas